# Rudolf Kalman
Rudolf Emil Kalman (Budapeste, 19 de maio de 1930 – 2 de julho de 2016) foi um matemático e engenheiro húngaro, naturalizado estadunidense.
É conhecido por sua co-invenção do filtro de Kalman, técnica matemática intensamente utilizada no campo da engenharia de controle.

## Trabalho
Kálmán era engenheiro elétrico por sua formação de graduação e pós-graduação no M.I.T. e a Universidade de Columbia, e ele foi conhecido por sua co-invenção do filtro Kalman (ou Filtro Kalman-Bucy), que é uma técnica matemática amplamente utilizada nos computadores digitais de sistemas de controle, sistemas de navegação, aviônicos e veículos espaciais, para extrair um sinal de uma longa sequência de medições ruidosas ou incompletas, geralmente aquelas feitas por sistemas eletrônicos e giroscópicos.
As ideias de Kálmán sobre filtragem foram inicialmente recebidas com grande ceticismo, tanto que ele foi forçado a fazer a primeira publicação de seus resultados em engenharia mecânica, em vez de engenharia elétrica ou engenharia de sistemas. Kálmán teve mais sucesso na apresentação de suas ideias, no entanto, ao visitar Stanley F. Schmidt no NASA Ames Research Center em 1960. Isso levou ao uso de filtros Kálmán durante o programa Apollo e, além disso, no ônibus espacial da NASA, na Marinha submarinos e em veículos e armas aeroespaciais não tripulados, como mísseis de cruzeiro.
Kálmán publicou vários artigos seminais durante os anos sessenta, que estabeleceram rigorosamente o que hoje é conhecido como representação em espaço de estados de sistemas dinâmicos. Ele introduziu a definição formal de um sistema, as noções de controlabilidade e observabilidade, eventualmente levando à decomposição de Kalman. Kálmán também deu contribuições inovadoras para a teoria do controle ótimo e forneceu, em seu trabalho conjunto com J. E. Bertram, uma exposição abrangente e perspicaz da teoria da estabilidade para sistemas dinâmicos. Ele também trabalhou com BL Ho no problema de realização mínima, fornecendo o conhecido algoritmo de Ho-Kalman.

## Publicações selecionadas
- Kalman, R.E. (1960). «A New Approach to Linear Filtering and Prediction Problems». Journal of Basic Engineering. 82 (1): 35–45. doi:10.1115/1.3662552
- Kalman, R.E.; Bucy, R.S. (1961). «New Results in Linear Filtering and Prediction Theory» (PDF). Journal of Basic Engineering. 83: 95–108. doi:10.1115/1.3658902
- Kalman, R. E. (1960). «Contributions to the theory of optimal control». Bol. Soc. Mat. Mexicana
- Kalman, R. E. (1963). «Mathematical description of linear dynamical systems». Journal of the Society for Industrial and Applied Mathematics
- Kalman, R. E.; Bertram, J. E. (1960). «Control system analysis and design Via the "second method" of Lyapunov: I — Continuous-time systems». Journal of Basic Engineering
- Kalman, R. E.; Bertram, J. E. (1960). «Control system analysis and design Via the "second method" of Lyapunov: II — Discrete-time systems». Journal of Basic Engineering
- Kalman, R. E.; Ho, B. L. (1966). «Editorial: Effective construction of linear state-variable models from input/output functions». Regelungstechnik